# Bouvardia macdougallii
Bouvardia macdougallii là một loài thực vật có hoa trong họ Thiến thảo. Loài này được Lorence mô tả khoa học đầu tiên năm 1994.